# Musée national du Sport
Musée national du Sport (Národní muzeum sportu) je muzeum v Paříži. Nachází se ve 13. obvodu na Avenue de France. Muzeum se specializuje na dějiny sportu ve Francii. Od počátku roku 2013 je uzavřeno kvůli rekonstrukci a přesunu do Nice.

## Historie

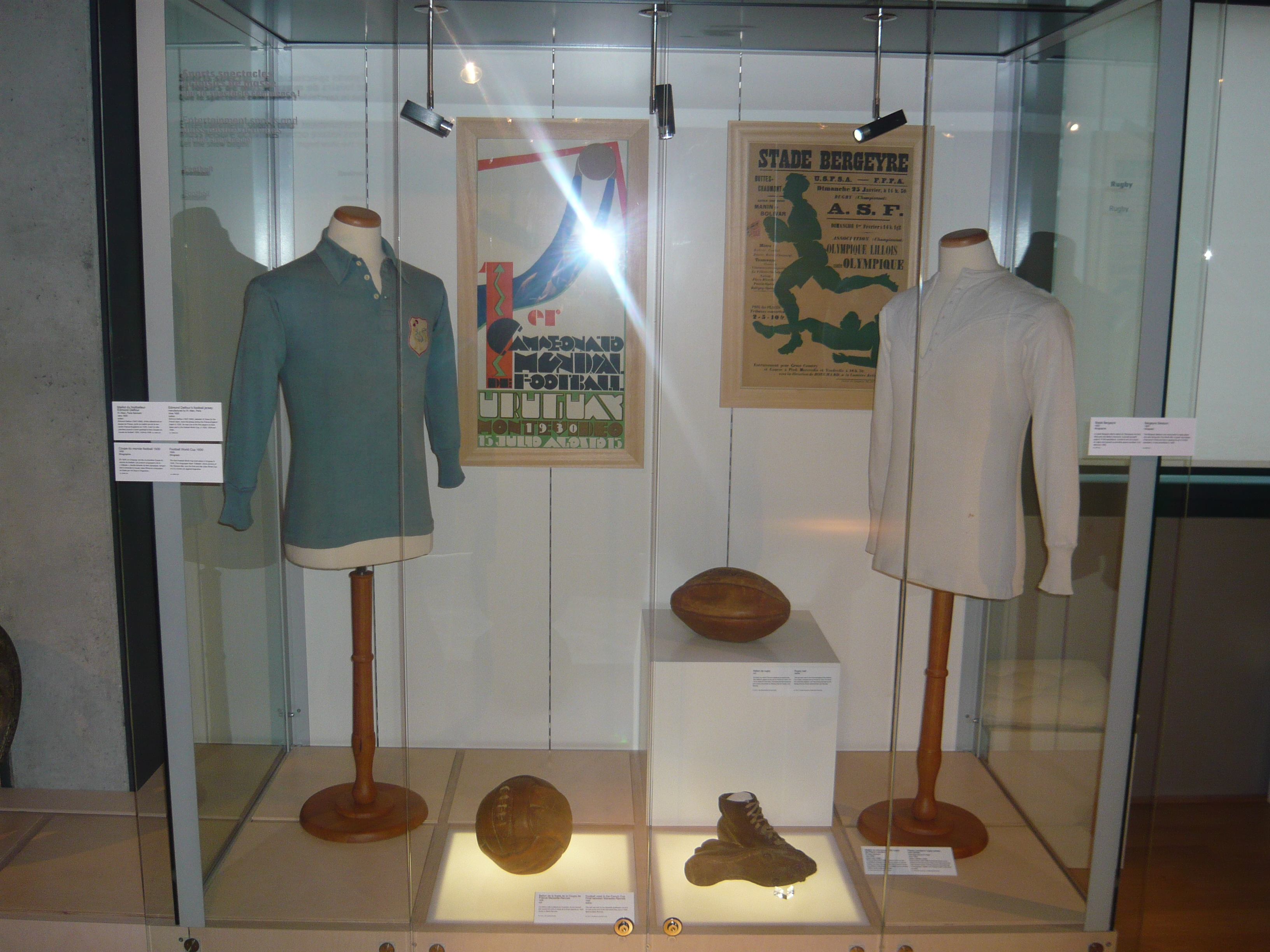
Expozice v muzeu

Myšlenka na vytvoření muzea francouzského sportu se objevila již v roce 1922 u příležitosti příprav na letní olympijské hry 1924, ale projekt poté zapadl. V roce 1963 Maurice Herzog, státní sekretář mládeže a sportu ve spolupráci s ministerstvem kultury pověřil Georgese Henri Rivièra, ředitele Musée national des arts et traditions populaires a Jeana Durryho, bývalého cyklistického závodníka realizací projektu.
V roce 1988 bylo muzeum otevřeno na stadionu Parc des Princes. V roce 1998 byly výstavní prostory uzavřeny kvůli mistrovství světa ve fotbale. Zůstala zde pouze správa muzea a výstavy se konaly na jiných místech. Teprve v červnu 2008 muzeum otevřelo svou novou stálou expozici na ploše 700 m2 v přízemí sídla státního sekretáře sportu ve 13. obvodu.
Muzeum bylo uzavřeno od 1. ledna 2013 kvůli rekonstrukci a jeho přemístění do Nice, kde bude mít k dispozici plochu 5200 m2 v novém sportovním komplexu.

## Sbírky
Muzejní sbírky nezahrnují pouze sportovní předměty, ale také umělecká díla s námětem sportu nebo pozůstalosti významných sportovců. Od svého vzniku sbírka zahrnuje vývoj sportovních disciplín a sportovních soutěží, především ve Francii, rovněž vývoj sportovních klubů a asociací. Sbírka zahrnuje období od 16. století po současnost a čítá zhruba 45 000 předmětů a 125 000 dokumentů. Sbírky se dělí na oblasti:
- historie sportovních aktivit
- historie a vývoj sportovního náčiní a nářadí
- umělecké ztvárnění sportu (malby, sochy, rytiny, kresby, dekorativní umění, plakáty, fotografie, filatelie)
- sport jako společenský fenomén (hry, média, ekonomika, reklama, design, sportovní oblečení, periodika, knihy)
- upomínky na významné sportovce (medaile, poháry, písemné pozůstalosti)

## Výstavy
Kromě stálé expozice organizuje muzeum množství výstav dočasných, mnohdy ve spolupráci s dalšími institucemi jako byly Letní olympijské hry od Athén k Londýnu 1896-2012 (2012), sportovní plakáty 1881-1945 (2011), závod Paříž–Roubaix (1996), Sport a demokracie (v sídle Národního shromáždění, 1998), 100 let Tour de France (2003), Pierre de Coubertin a Řecko (Athény, 2004), Sport a design ve Francii (Peking, 2004), 30 let pařížského maratonu (2006), Fotbal a imigrace (ve spolupráci se Cité nationale de l'histoire de l'immigration 2010-2011) aj.